# Trilha Bozeman

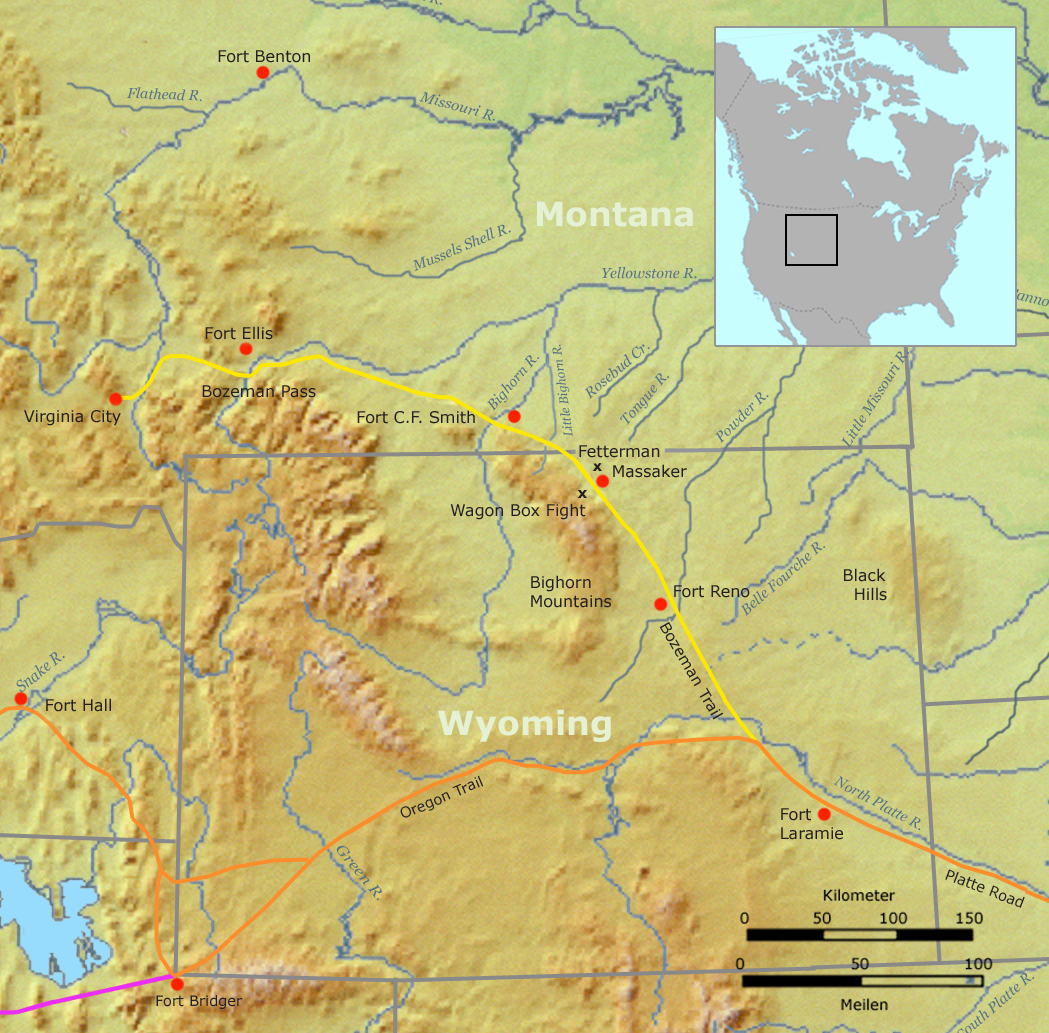
A Trilha Bozeman (em amarelo)

A Trilha Bozeman é como ficou conhecido na História dos Estados Unidos da América a rota ou caminho terrestre que conecta a Trilha do Oregon até os campos auríferos de Montana. As viagens de pioneiros e colonizadores brancos pela trilha causaram vários conflitos com os índios, agravados pelas constantes intervenções militares do exército estadunidense.

## O início da rota
Em 1863, John Bozeman e o pioneiro John Jacobs estabeleceram a rota, partindo da cidade de Virgínia (Virgínia City, Montana), até a região central do Wyoming. Ela era considerada o melhor caminho pelas terras de Montana, mesmo com o risco da travessia pelo território indígena.

## Primeiros viajantes e guerras contra os índios
Bozeman e outros, lideraram o primeiro grupo de 2.000 pioneiros pela trilha em 1864. Os índios atacaram várias caravanas de 1864 até 1866, o que levou a que o exército ficasse encarregado de proteger a passagem. O militar Patrick Edward Connor comandou muitas das primeiras missões contra os índios. Ele confrontou os Shoshones na Batalha do Bear River, e durante a expedição ao Powder River de 1865, ele enfrentou os Arapahos na Batalha do Tongue River.

## Forte Laramie
Em 1866, com o término da Guerra Civil, aumentaram o número de caravanas pela trilha, a maioria em busca de ouro. O Exército preparou um conselho com o intuito de conversar com os índios em Forte Laramie. O líder Lakota Nuvem Vermelha esteve presente. Foi proposto um acordo que reconhecia os direitos dos índios Lakota pelo uso da trilha. Porém, Nuvem Vermelha se enfureceu quando encontrou regimentos do exército usando a trilha sem a permissão da nação Lakota, o que causou o conflito militar conhecido como "Guerra do Nuvem Vermelha". O Exército construiu os Fortes Reno, Phil Kearny e C. F. Smith ao longo da rota, mas os índios não recuaram e continuaram os ataques em torno deles. Quando os guerreiros Lakota massacraram um destacamento comandado por William J. Fetterman, que ficou conhecido como "Massacre Fetterman", nas proximidades do Forte Phil Kearny, as viagens de civis pela trilha cessaram. Em 1 e 2 de agosto de 1867, um grande número de índios tentou destruir o Forte C. F. Smith e o Forte Phil Kearny. 
Em 1868 o Tratado de Forte Laramie cedeu o direito aos Lakota de controlar a Região de Powder River. Ulysses S. Grant ordenou o abandono dos fortes ao longo da trilha. Esse tratado foi o único em que os índios conseguiram concessões dos brancos. Mas em 1876, contudo, com o estouro da "Guerra das Black Hills", o exército retomou a trilha. Em pouco tempo foi construída uma linha de telégrafo ao longo da passagem, que foi usada nas campanhas militares dos anos seguintes.

## A rota nos dias atuais
Hoje o caminho é tomado por modernas autoestradas: A Interestadual 25, de Douglas (Wyoming) até Sheridan (Wyoming); a Interestadual 90, de Sheridan (Wyoming) até Three Forks (Montana) (50 km a oeste de Bozeman, Montana) e a Rota 287, de Three Forks até Virginia City. Elas em conjunto seguem aproximadamente os mesmos traçados da histórica Trilha Bozeman.